# Lichtenstein, Sachsen
Lichtenstein är en stad i Landkreis Zwickau i förbundslandet Sachsen i Tyskland. Staden har cirka 11 000 invånare.
Kommunen ingår i förvaltningsområdet Rund um den Auersberg tillsammans med kommunerna Bernsdorf och St. Egidien.
|            |
| Stadshuset |

|  |
|  |